# Liste de plantes d'Amazonie
 (juillet 2012).
On a recensé :

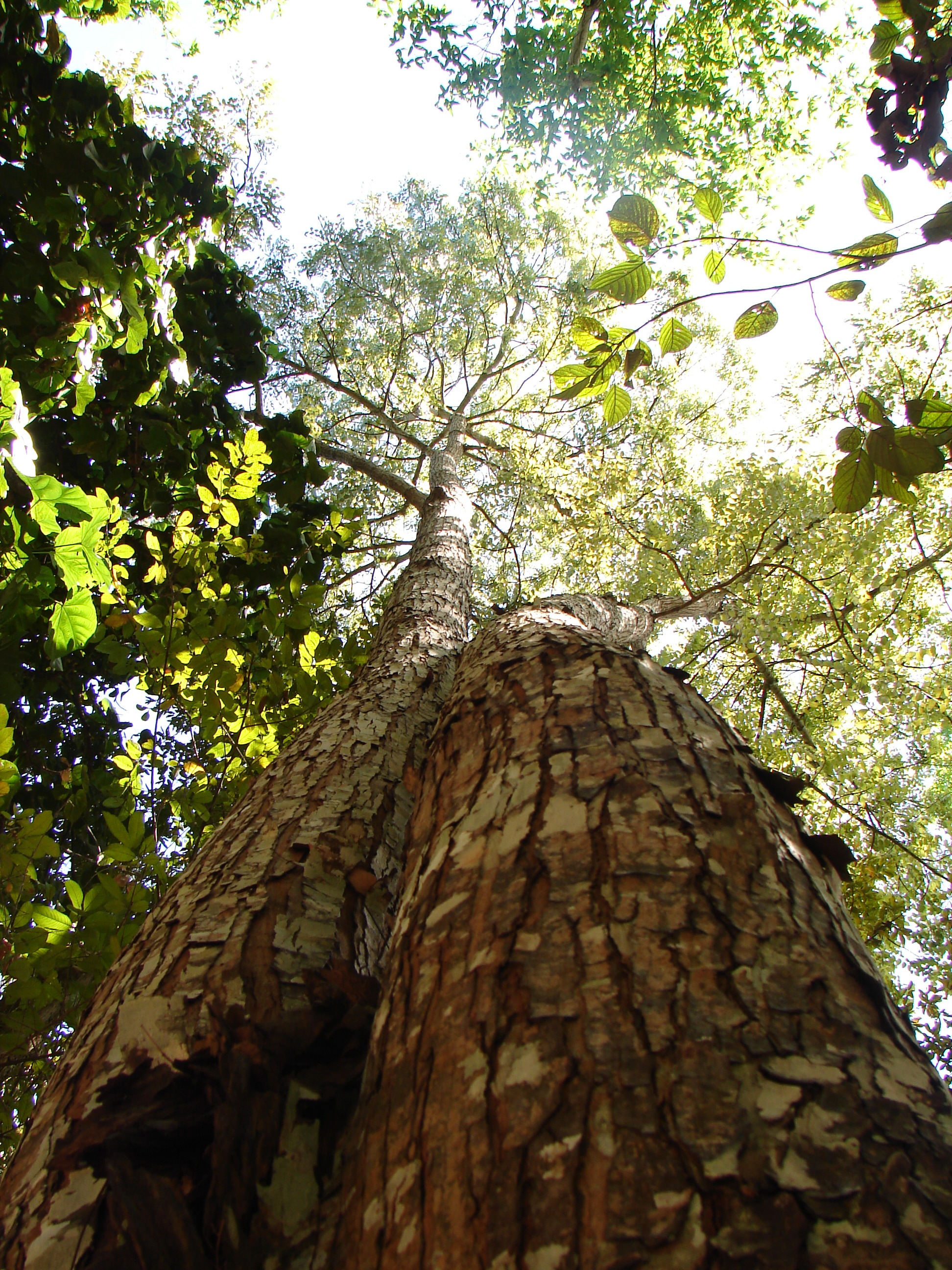

- 40 000 espèces de plantes en Amazonie.
- 390 milliards d’arbres
- 16 000 espèces différentes.
- 11 000 espèces rares

Un certain nombre d'entre elles étaient utilisées en médecine et phytothérapie par les indiens, et sont commercialisées.

## Liste

### A
- Acérola
- Aguaje
- Alcanfor (Camphre?)
- Acioa edulis
- Aechmea chantinii
- Amburana acreana (en)
- Albizia glabripetala
- Alchornea castaneifolia (en)
- Allantoma lineata (en)
- Ananas comosus
- Andiroba (en)
- Aniba rosaeodora
- Annona
  - Annona montana (en)
  - Annona purpurea (en)
- Apeiba albiflora (en)
- Aphandra
- Ashango
- Assacu
- Asteranthos brasiliensis (en)
- Astrocaryum  :
  - Astrocaryum jauari
  - Astrocaryum vulgare
- Attalea
- Attalea maripa
- Astronium
- Averrhoidium dalyi
- Ayahuasca
- Ajo Sacha

### B
- Banisteriopsis caapi
- Baumier du Pérou
- Baccharis
- Bactris
  - Bactris gasipaes
  - Bactris constanciae (en)
- Bois du Brésil
- Brède Mafane
- Breu Branco
- Bombax

### C
- Cabalonga
- Caféier
- Caesalpinia pulcherrima
- Caigua
- Calycophyllum
- Campina
- Cannelier
- Copaïer
- Carapa
- Carajuru
- Carapanauba
- Carrasco
- Cedrela
- Chunia
- Chondodendron tomentosum
- Coca
- Cordia
- Croton asperrimus
- Courbaril
- Couroupita
- Cupuaçu

### D
- Digitalis purpurea
- Dimorphandra

### E
- Eschweilera
- Echomoboco
- Endopleura uchi
- Eperua falcata
- Eucharis grandifolora
- Espingo
- Erythrina fusca
- Eugenia stipitata (en)
- Eichhornia crassipes

### F
- Ficus

### G
- Gomphrena
- Griffe de chat
- Guayusa
- Goupia
- Guarana

### H
- Hymenaea
- Hymenolobium
- Hura crepitans
- Hévéa

### I
- Igapo
- Inga
- Ipe Roxio

### J
- Juca

### L
- Liane
- Leopoldinia piassaba (en)

### M
- Manguier
- Manilkara
- Manioc
- Maracujà
- Marapuama
- Mate verde
- Mauritia
- Mauritia carana
- Micranda
- Miraruira (Cipo floramira)
- Muira puama
- Murlungu
- Murumuru
- Myrciaria dubia
- Myriophylle aquatique
- Mytenus

### N
- Noyer d'Amazonie

### O
- Ocotea
- Orchidée

### P
- Papaver somniferum
- Parkia
- Pata de Vaca
- Pau d'Arco
- Passiflora incarnata
- Passiflora alata
- Paphinia dunstervillei
- Petiveria
- Pithecellobium
- Phalaris arundinacea
- Platymiscium
- Platonia
- Pouteria caimito
- Pourouma cecropiifolia
- Prestonia amazonica (en)
- Pterocarpus officinalis
- Pucherin
- Pupunha

### Q
- Quararibea cordata

- Quinquina

### R
- Ricinus communis
- Roucou

### S
- Liane Strychnos
- Sacaca
- Sandbox Tree (en)
- Schefflera morototoni
- Socratea exorrhiza

- Suma root (en)
- Symphonia globulifera

### T
- Swartzia
- Swietenia
- Theobroma
- Thévétia du Pérou
- Tabac
- Tayuya
- Tetrapterys methystica (en)
- Tynanthus panurensis

### U
- Uncaria tomentosa
- Uxi amarelo

### V
- Vaniller
- Varzea
- Vindecaa
- Virola
- Vochysia

- Vouacapoua americana
- Victoria amazonica
- Victoria (waterlily) (en)

### W
- Wettinia drudei